# Estado fundamental (física)

Niveles de energía de un electrón en un átomo: estado fundamental y estado excitado. Después de absorber energía, un electrón puede saltar desde el estado fundamental hacia un estado excitado de mayor energía.

El estado fundamental de un sistema mecánica cuántico representa a su estado de energía más bajo posible; la energía del estado fundamental se conoce también como la energía de punto cero del sistema. Por estado excitado se entiende a cualquier estado con energía superior a la del estado fundamental. El estado fundamental en teoría cuántica de campos se conoce comúnmente como vacío cuántico o vacío.
Si existe más de un estado fundamental, se entiende que son degenerados. Muchos sistemas tienen estados fundamentales degenerados, tales como el átomo de hidrógeno. Se desprende que la degeneración ocurre cuando un operador unitario no trivial conmuta con el Hamiltoniano del sistema.
De acuerdo con el tercer principio de la termodinámica un sistema a temperatura de cero absoluto se encuentra en su estado fundamental, ya que su entropía se determina por la degeneración del estado fundamental. Muchos sistemas, tales como una estructura cristalina perfecta, tienen un estado fundamental único, y por tanto, tienen entropía cero cuando se encuentran a cero absoluto, ya que logaritmo de 1 es 0. También es posible para el estado de mayor excitación, tener temperatura de cero absoluto en los sistemas que exhiben temperatura negativa.

## El estado fundamental y los condensados de Bose-Einstein
En 1995 Wolfgang Ketterle MIT, junto con E.A. Cornell y C.E. Wieman de la Universidad de Colorado, consiguieron crear un nuevo estado de materia, conocido como Condensado Bose Einsten, comúnmente abreviado como BEC, gracias a la creación de átomos ultrafríos, por lo que recibieron el premio Nobel de física en el 2001. El estado fundamental en física, es una parte vital para la creación de Condensados Bose Einstein. En 1926, Albert Einstein predijo que se produciría un aumento macroscópico de partículas en un gas al conseguir que esté por debajo de la temperatura crítica, o dicho de otra forma: que los átomos perderían su identidad individual, y se condensarían en un "superátomo". Einstein, basó su teoría, animado por las investigaciones a principios de los años 20 de Satyendra Nath Bose. Estas investigaciones, indicaban que la luz se comportaba como paquetes discretos, que es lo que se conoce en la actualidad como "cuanta" o "fotones". Einstein pensó que las mismas reglas aplicables a la luz, también lo serían para los átomos, por lo que comenzó a investigar cómo se comportarían los átomos en un gas (véase Estadística de Bose-Einstein). Lo que finalmente Einstein pudo averiguar, es que si los átomos se enfrían lo suficiente, algo bastante inusual ocurriría, ya que a temperaturas cercanas al cero absoluto, todos los átomos son absolutamente idénticos, por lo que no se puede realizar una medición posible que los diferencie; lo que significa que los átomos se encuentran en Estado Fundamental.

## El estado fundamental en mecánica cuántica
El estado fundamental en física, abrió las puertas de la mecánica cuántica en 1924, cuando Einstein y Bose, predijeron el Condensado Bose Einstein, ya que al perder los átomos su identidad individual a temperaturas extremadamente bajas, se establece que los átomos se encuentran al mismo nivel cuántico. La energía, juega un papel básico, ya que a temperaturas muy bajas, los átomos también se encuentran en su nivel energético más bajo, mientras que a temperaturas normales, los átomos se encuentran en diferentes niveles de energía, o dicho de otra forma, en un estado excitado (vibracional). Todos los sistemas mecánico cuánticos tienen un estado fundamental o estado de mínima energía que posibilita que ocurran todos los estados posibles de la mecánica cuántica; es decir, no hay desorden en un sistema cuando todas sus partículas se encuentran en sus estados fundamentales. El estado fundamental, juega un papel vital en el campo experimental de la física teórica, ya que permite crear estados cuánticos en objetos apreciables a simple vista (macroscópicos), en los que se puede llegar a obtener "estados cuánticos" mediante la consecución del estado fundamental. Esto, permite la creación de máquinas cuánticas, es decir, objetos que podemos apreciar a simple vista, pero que no siguen las reglas del mundo relativista (o físico) que apreciamos a simple vista, sino que además, siguen las reglas de la mecánica cuántica. La importancia experimental del estado fundamental radica en qué, nos permite obtener un entendimiento mejor de cómo funciona la materia y la energía a un nivel subatómico. Un ejemplo de aplicación práctica, es el entrelazado cuántico: una superposición cuántica es el estado en virtud del cual una partícula (por ejemplo, un fotón o un átomo) existe simultáneamente en dos posiciones; a esto es a lo que Einstein denominó "acción fantasmal a distancia" o "Paradoja EPR", que permite que las partículas compartan información instantáneamente, aún incluso si se encuentran separadas a grandes distancias. El estado fundamental es importante, ya que permite entender a un sistema mecánico cuántico, observando su comportamiento sin que sus propiedades cuánticas sean destruidas mediante su entorno por el efecto de la vibración y el calor. El estado fundamental permite un mejor entendimiento de las propiedades del entrelazado cuántico, ya el estado fundamental en un sistema en comparación con un estado de mayor energía, representa los dos posibles estados (|0> y |1>) de un bit cuántico, o qubit.

## Ejemplos

Funciones de onda iniciales de los cuatro primeros estados de una partícula de una dimensión en una caja

- La función de onda del estado fundamental de una partícula en un pozo de una dimensión es una onda sinosuidal semiperiódica, que converge hacia cero en los dos lados del pozo. La energía de la partícula la proporciona {\displaystyle {\frac {h^{2}n^{2}}{8mL^{2}}}}, donde h es la Constante de planck, m es la masa de la partícula, n es su estado de energía (n = 1 corresponde a la energía en estado fundamental) y L representa el ancho del pozo.

- La función de onda del estado fundamental de un átomo de hidrógeno, es una distribución esféricamente simétrica centrada en el núcleo, la cual es más larga en el centro y se reduce exponencialmente a largas distancias. El electrón se encuentra, más probablemente, a una distancia del núcleo que es igual al Radio de Bohr. A esta función se la conoce como el 1.er Orbital atómico. Para el hidrógeno (H), un electrón en estado fundamental tiene como energía −13.6 eV, relativa a 0.0 eV cuando el átomo H está ionizado, por ejemplo, cuando el electrón se ha eliminado completamente.

- La definición exacta de un segundo de tiempo ha sido desde 1997

La duración de 9.192.631.770 períodos de radiación correspondientes a la transición entre dos niveles hiperfinos del estado fundamental de un átomo de cesio 133 en reposo a una temperatura de 0 K.